# Antaiosz
Antaiosz (latinosan Antaeus) nagy erejű görög mitológiai alak, Poszeidón és Gaia, a föld istennőjének a fia. Minden országába érkezővel megmérkőzött, és mindenkit legyőzött, ugyanis ahányszor a földet, szülőanyját érintette, új erőre kapott. Végül csak Héraklész tudta legyőzni: felemelte a levegőbe, hogy ne érinthesse a földet, és megfojtotta. A híres párviadalt számos képzőművészeti alkotás is megörökítette: görög és római vázaképek, domborművek, később del Pollaiulo, Lucas Cranach és Tiepolo festményei.